# Wawina
Wawina är en ort i Honduras.   Den ligger i departementet Departamento de Gracias a Dios, i den östra delen av landet, 300 km öster om huvudstaden Tegucigalpa. Wawina ligger 17 meter över havet och antalet invånare är 1 481.
Terrängen runt Wawina är mycket platt.  Trakten runt Wawina är nära nog obefolkad, med mindre än två invånare per kvadratkilometer. Närmaste större samhälle är Auas, 13,0 km nordost om Wawina. 